# Mayuko Hagiwara
Pour les articles homonymes, voir Hagiwara.
Mayuko Hagiwara (萩原麻由子, Hagiwara Mayuko), née le 16 octobre 1986 à Maebashi, est une coureuse cycliste professionnelle japonaise. Elle a été cinq fois championne du Japon sur route et six fois championne du Japon du contre-la-montre.

## Biographie
Mayuko Hagiwara fréquente l'université d'éducation physique de Kanoya (préfecture de Kagoshima), au Japon, puis rejoint l'équipe Asahi. Elle remporte trois fois d'affilée le titre de championne du Japon sur route entre 2010 et 2012, ainsi que le titre du contre-la-montre cinq fois de rang entre 2008 et 2012. Elle représente son pays aux Jeux olympiques de Londres sur la course en ligne. En novembre 2012, il est annoncé qu'elle rejoint l'équipe Wiggle Honda la saison suivante. En 2013, elle perd ses deux titres nationaux au profit d'Eri Yonamine, mais les reprend l'année suivante. 

### 2015
Fin mai, sur l'épreuve dite Grand Prix de Plumelec-Morbihan Dames, Mayuko Hagiwara fait partie du groupe de tête de trois coureuses. Elle termine troisième.
Elle s'impose sur route aux championnats du Japon mais finit deuxième du contre-la-montre devancée par Yonamine. Au Tour d'Italie, elle prend la bonne échappée sur la troisième étape et finit cinquième. La Japonaise confirme sa bonne forme en s'échappant de nouveau lors sur la sixième étape avec Shara Gillow, Lizzie Armitstead, Elena Berlato, Alice Maria Arzuffi et Sharon Laws. Elle attaque ensuite dans la dernière ascension pour s'imposer en solitaire. Elle devient ainsi la première Japonaise de l'histoire à remporter une étape du Tour d'Italie. Fin août, Mayuko Hagiwara participe au Tour de Bretagne dans une équipe mixte. Elle gagne la troisième étape en solitaire.

### 2016
Dans la dernière étape du Tour d'Italie, un groupe de neuf coureuses s'extrait du peloton en début d'étape. Il comprend : Mayuko Hagiwara, Sheyla Gutierrez Ruiz, Lauren Kitchen, Thalita de Jong, Charlotte Bravard, Ingrid Drexel, Maria Giulia Confalonieri, Ane Santesteban Gonzalez et Riejanne Markus. Le groupe compte jusqu'à cinq minutes d'avance et aborde la côte dans le final avec trois minutes trente d'écart. Thalita de Jong attaque dans la pente et passe au sommet avec six secondes d'avantage. Mayuko Hagiwara se classe finalement sixième de l'étape.

## Palmarès sur route

### Par années

#### 2006
- Tour d'Okinawa

#### 2008
- Championne du Japon du contre-la-montre
- 3e des Championnats d'Asie du contre-la-montre

#### 2009
- Championne du Japon du contre-la-montre

#### 2010
- Championne du Japon sur route
- Championne du Japon du contre-la-montre
- 2e des Championnats d'Asie du contre-la-montre

#### 2011
- Championne du Japon sur route
- Championne du Japon du contre-la-montre

#### 2012
- Championne du Japon sur route
- Championne du Japon du contre-la-montre
- 2e du Tour de Thaïlande

#### 2013
- Championnat de Wallonie
- 2e du Championnat du Japon du contre-la-montre
- 3e du Championnat du Japon sur route

#### 2014
- Championne du Japon sur route
- Championne du Japon du contre-la-montre

#### 2015
- Championne du Japon sur route
- 6e étape du Tour d'Italie
- 3e étape du Tour de Bretagne
- 2e du Championnat du Japon du contre-la-montre
- 2e des Championnats d'Asie du contre-la-montre
- 3e de Gooik-Geraardsbergen-Gooik
- 3e du Grand Prix de Plumelec-Morbihan Dames

#### 2016
- Championne d'Asie du contre-la-montre
- Médaillée de bronze du championnat d'Asie sur route
- 3e du Championnat du Japon du contre-la-montre

### Classement UCI
| Année          | 2010 | 2011 | 2012 | 2013 | 2014 | 2015 | 2016 | 2017 | 2018 |
| Classement UCI | 109e | 135e | 130e | 329e | 176e | 49e  | 138e | 252e | 718e |

## Palmarès sur piste

### Championnats d'Asie
- Ludhiana 2005
  -  Médaillée d'argent de la course aux points
- Charjah 2010
  -  Médaillée d'or de la course aux points